# Wahlenbergia schwackeana
Wahlenbergia schwackeana är en klockväxtart som beskrevs av Alexander Zahlbruckner. Wahlenbergia schwackeana ingår i släktet Wahlenbergia och familjen klockväxter. Inga underarter finns listade i Catalogue of Life.